# Grom-2
Grom-2, OTRK Sapsan (ukr. ОТРК «Сапсан») – ukraiński system rakietowy krótkiego zasięgu, rozwijany przez KB Pivdenne i PA Pivdenmash, zaprojektowany w celu połączenia cech taktycznego systemu rakietowego i wieloprowadnicowej wyrzutni rakiet. Pierwotna wersja rakiety Sapsan, przeznaczona dla Sił Zbrojnych Ukrainy, miała mieć zasięg wynoszący 500 kilometrów. Późniejsza wersja Grom-2, opracowana na eksport, ma zasięg ograniczony do 280 kilometrów.

## Opis
Grom-2 powstał w celu zastąpienia w SZU starzejącego się systemu 9K79 Toczka i stanowi ukraiński odpowiednik rosyjskiego systemu 9K720 Iskander. System rozwijany był od 2013 roku, przy współpracy z Arabią Saudyjską, a jego testy miały zakończyć się w 2022 roku. Jako bazę dla wyrzutni wykorzystano pięcioosiowe podwozie napędzane silnikiem wysokoprężnym Deutz o mocy 600 KM, opracowane przez Charkowskie Zakłady Sprzętu Transportowego i Charkowskie Zakłady im. Morozowa we współpracy z białoruskim koncernem MZKT. Całkowita masa wyrzutni wynosi 21 ton. Bateria systemu składa się z dwóch transporterów-wyrzutni, każdy z dwoma pociskami balistycznymi, dwóch pojazdów amunicyjnych z kolejnymi czterema pociskami, wozu dowódczego szczebla baterii i wozu dowódczego szczebla dywizjonu. Maksymalny zasięg przenoszonego pocisku balistycznego wynosi w zależności od wersji 280 lub 480 km (wg niektórych źródeł nawet 500 km), a maksymalna prędkość 5,2 Ma. Pocisk może przenosić głowice różnych typów o masie do 480 kg, a jego wymiary to 7,2 × 1,0 × 0,8 m. System naprowadzania rakiety wykorzystuje pozycjonowanie INS/GPS oraz optoelektroniczną lub radarową identyfikację celu. Pocisk Grom-2 ma cechować się także niską wykrywalnością przez systemy obrony powietrznej m.in. dzięki możliwości zmiany trajektorii lotu.

## Wykorzystanie bojowe
Według strony rosyjskiej w czasie trwania wojny na Ukrainie pociski Grom-2 zostały użyte przez SZU co najmniej siedmiokrotnie (stan na 04.11.2023). Według Rosjan do zestrzeleń miało dojść m.in. pod koniec marca 2023 roku w rejonie Nowej Awdijiwki, a pociski tego typu miały być także rzekomo wykorzystane do ataku na rosyjską bazę wojskową na okupowanym Krymie w sierpniu 2022 roku. Nie istnieją jednak weryfikowalne dowody na użycie bojowe tego systemu. 

## Galeria

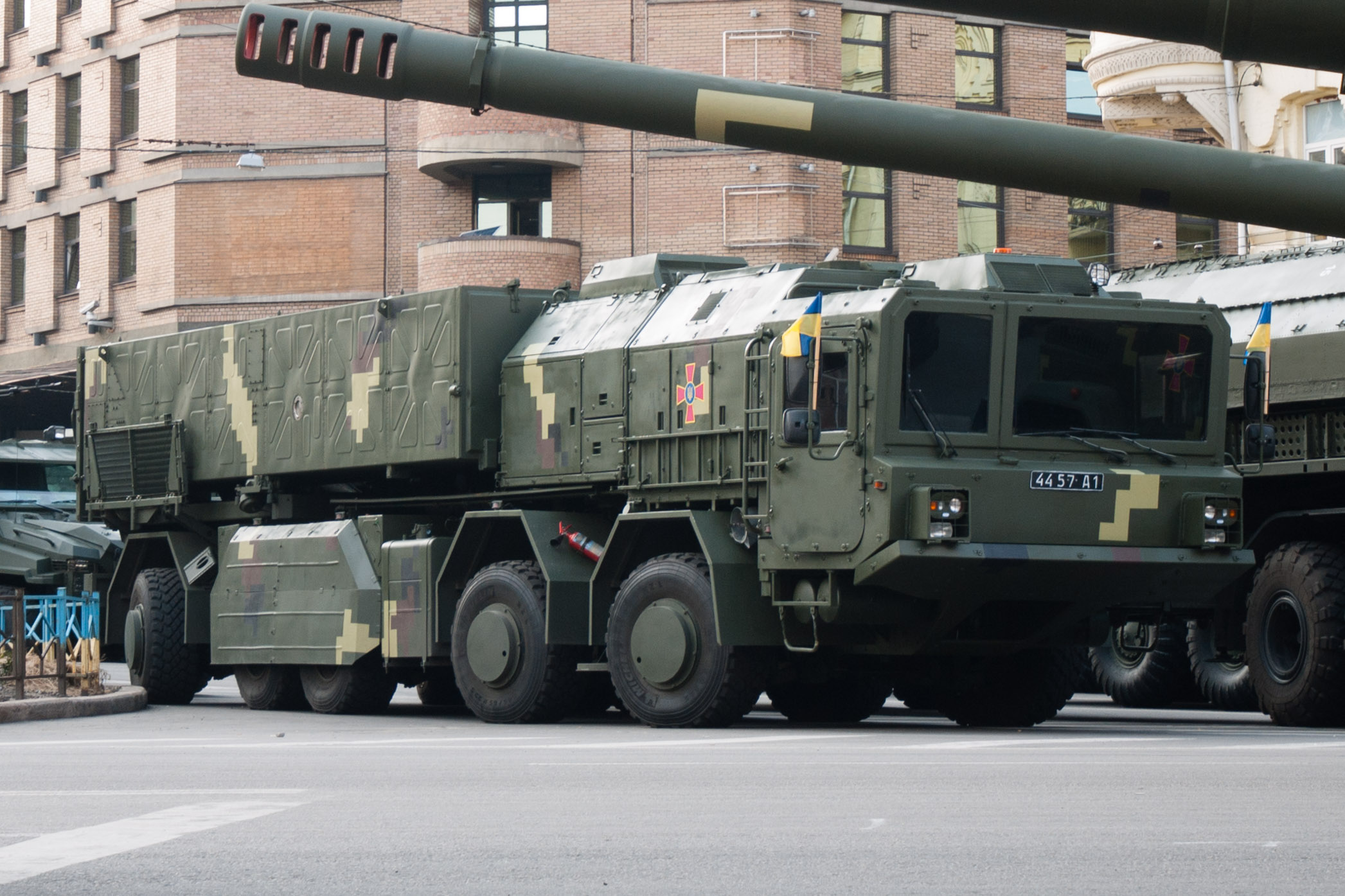
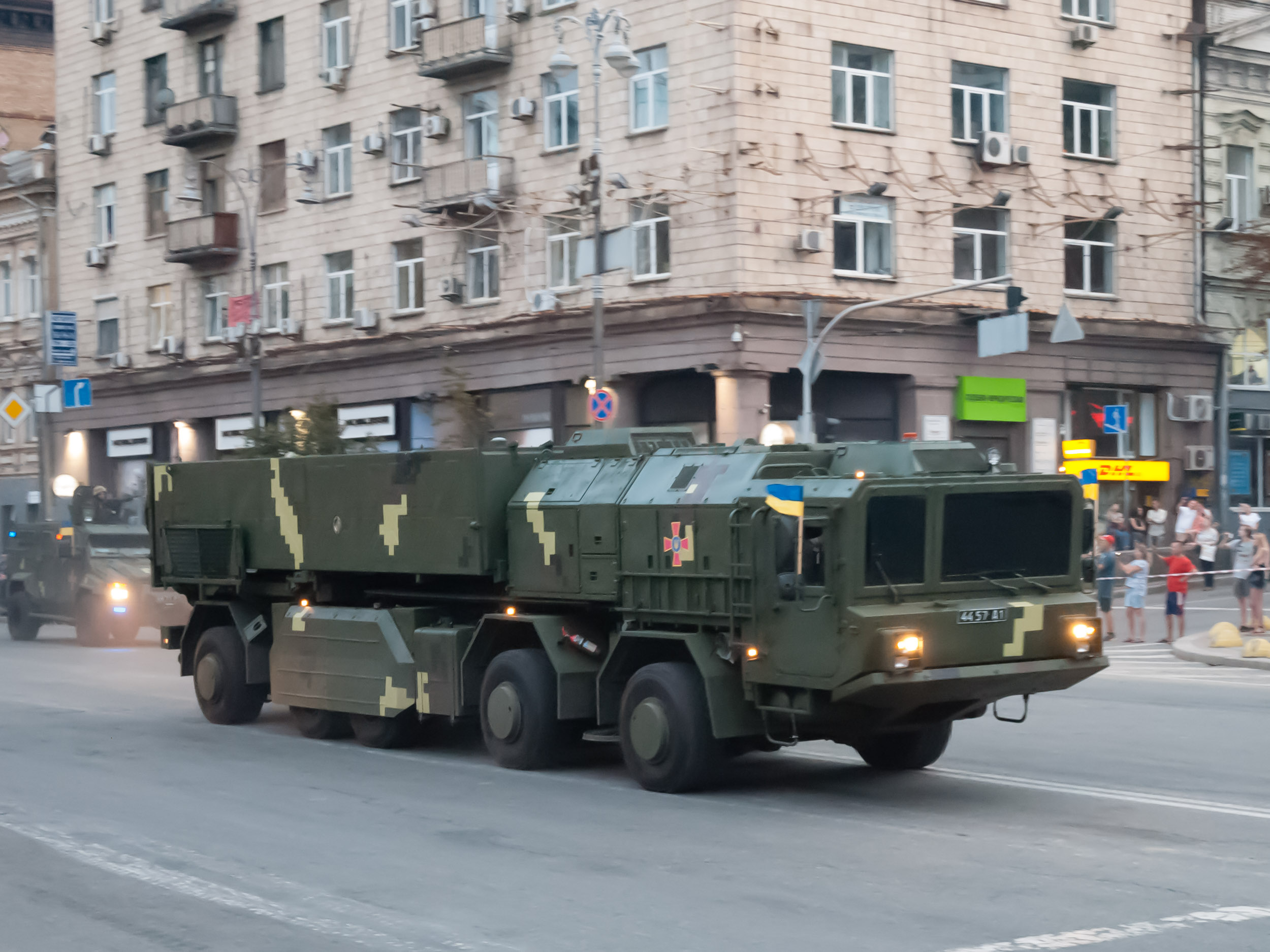
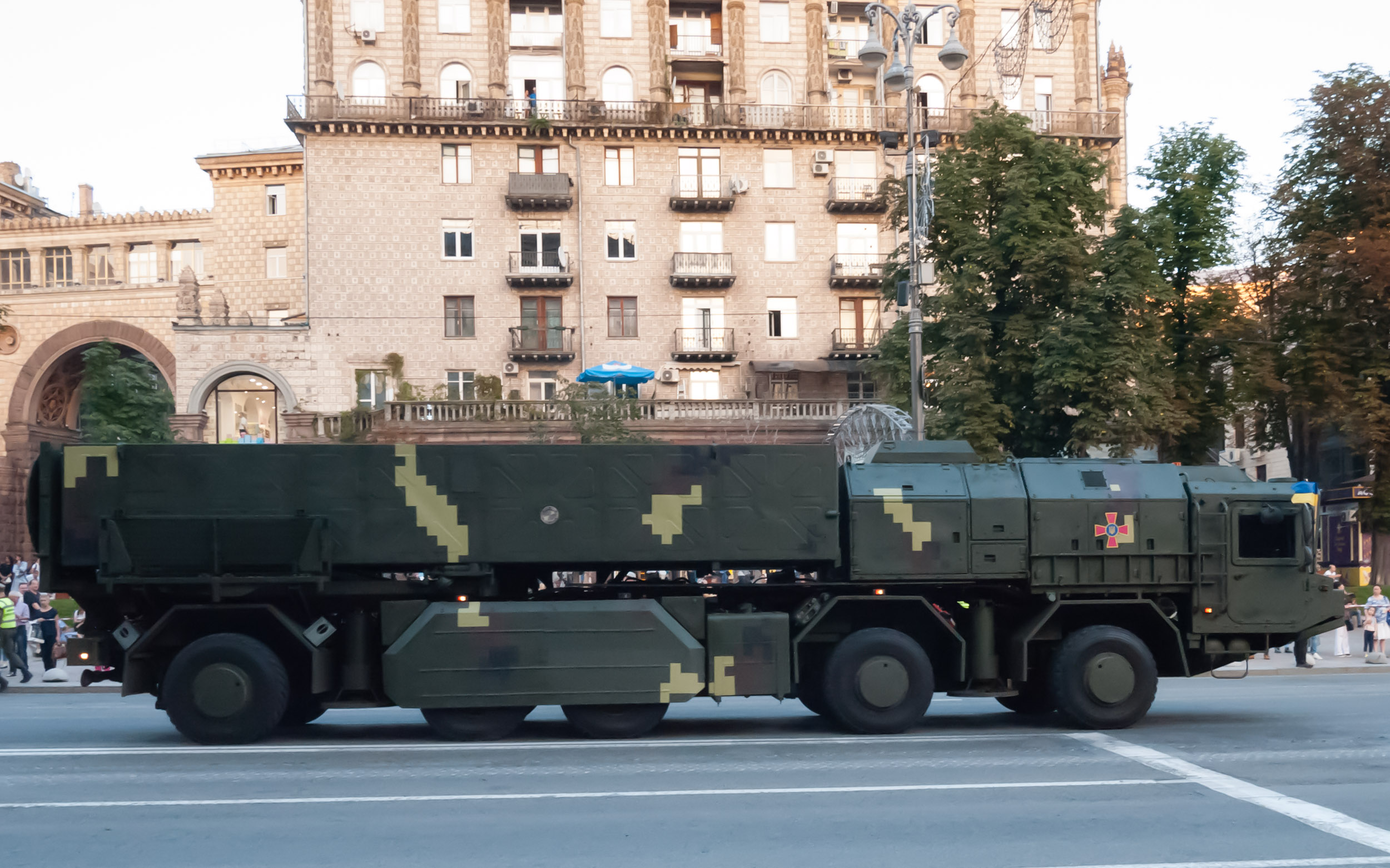
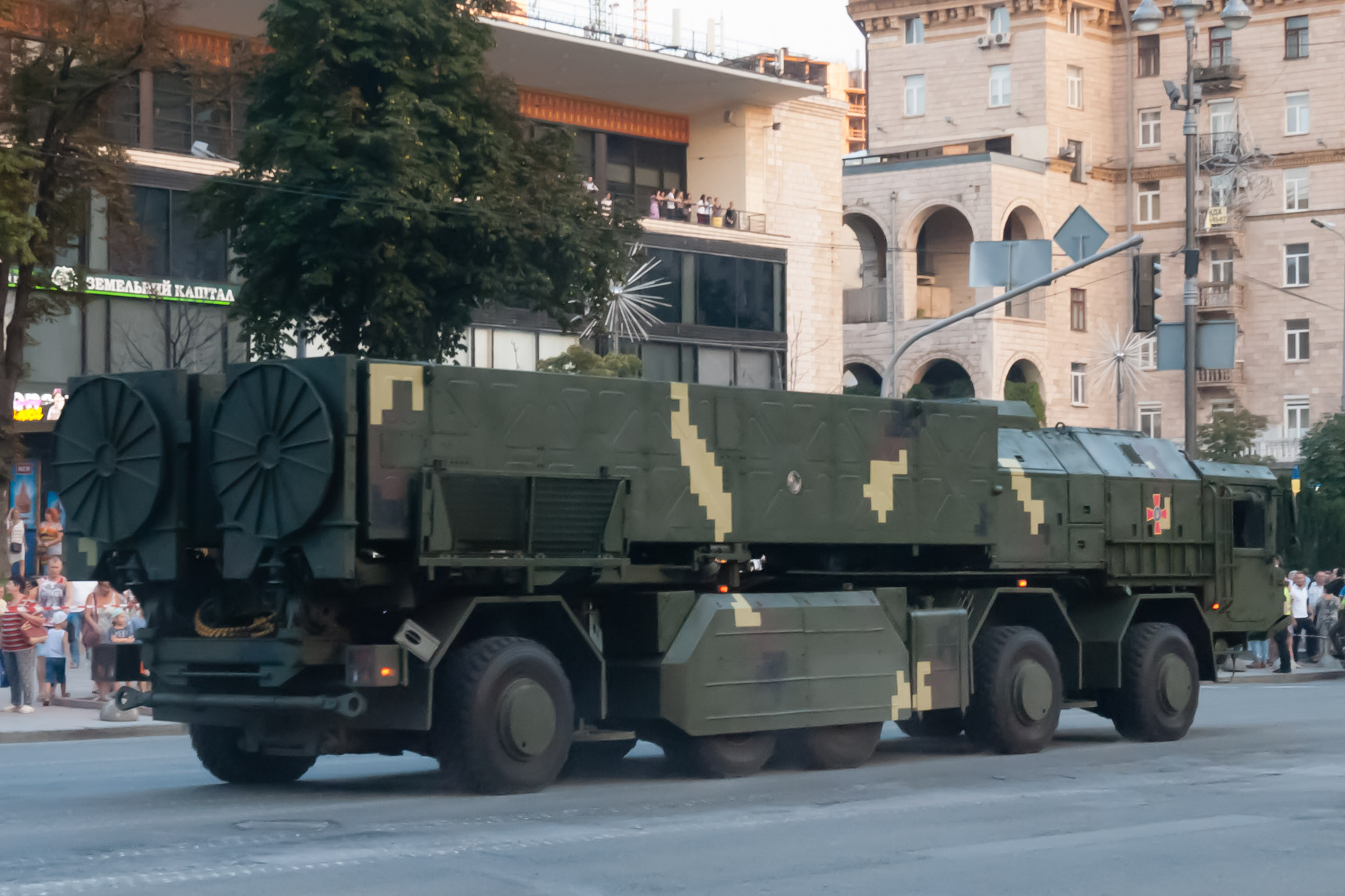
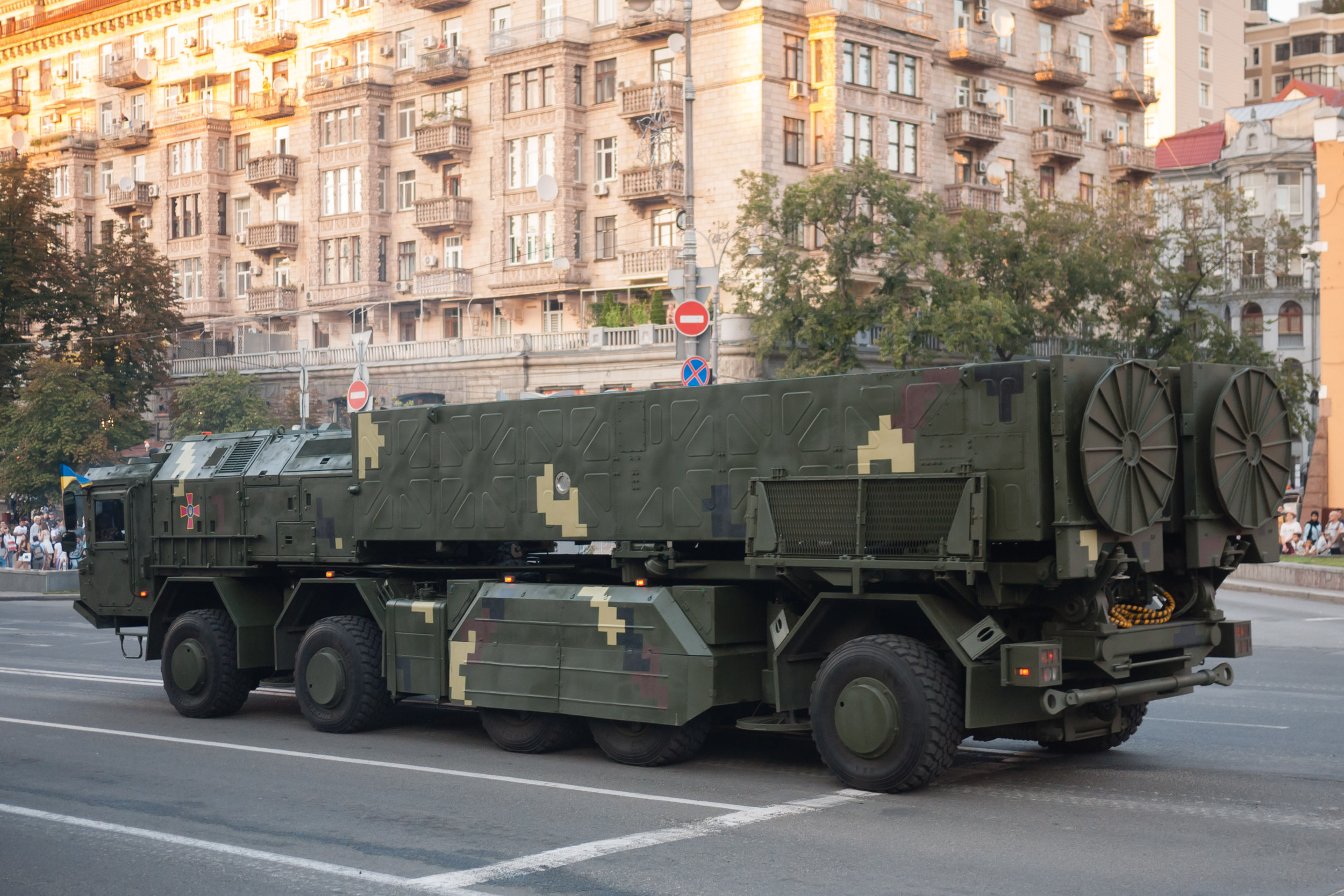
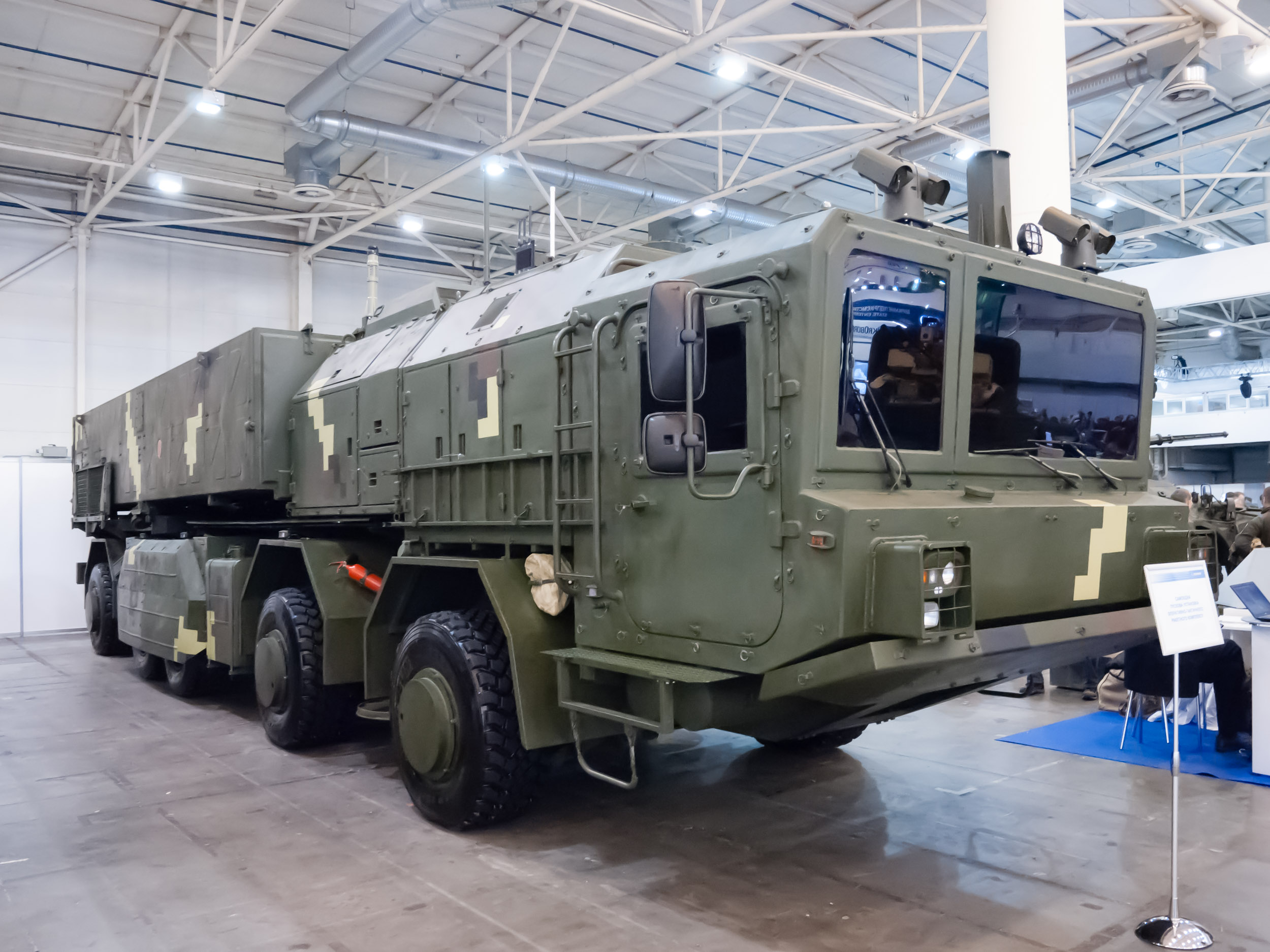
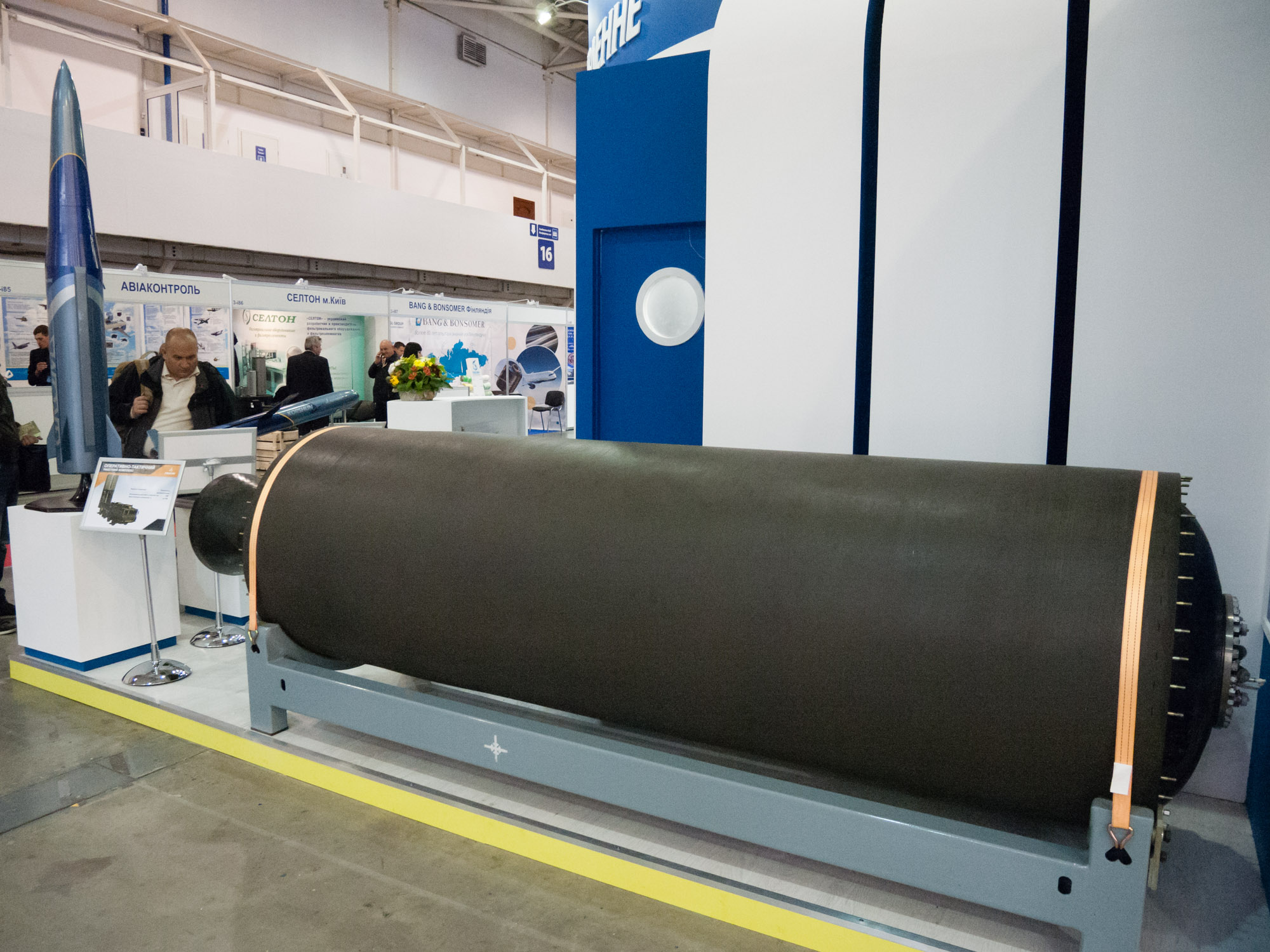
Silnik rakietowy systemu Grom-2